# Villgratental
Villgratental är en dal i Österrike.   Den ligger i förbundslandet Tyrolen, i den centrala delen av landet, 300 km sydväst om huvudstaden Wien.
I omgivningarna runt Villgratental växer i huvudsak blandskog. Runt Villgratental är det ganska glesbefolkat, med 26 invånare per kvadratkilometer.